# Alfredo Santos Blanco
Alfredo Santos Blanco (Madrid 26 de agosto de 1924 -Madrid, 31 de diciembre de 2005) fue un economista y político  español.

## Biografía
Economista, elaboró a partir de 1954 junto con un amplio grupo de colegas la primera tabla “input-output” de exportación española, así como la primera contabilidad nacional. Fue asimismo intenso legislador laboral como secretario general técnico de Trabajo, Fue designado en enero de 1974 ministro de Industria, cargo que ocuparía hasta marzo de 1975 y desde el que impulsó el primer Plan Energético Nacional. 
- Datos: Q5577838